# آمال قناوي
آمال قناوي (1974 - 2012)، هي فنانة تشكيلية معاصرة مصرية، اشتهرت بأعمال الفيديو التصويرية والأدائية وأعمالعا التي تناولت مواضيع الحركة النسوية.

## تاريخها
ولدت آمال قناوي في عام 1974 في مدينة القاهرة حيث أظهرت منذ سن مبكرة اهتماما كبيرآ في الفن السينمائي وتصميم الأزياء مما ادى إلى دراستها في معهد السينما وحصلولها على شهادة البكالوريوس في الرسم من كلية الفنون الجميلة في جامعة حلوان في مصر في عام 1999.
بدأت مسيرتها الفنية بالتعاون مع أخيها الأكبر، عبد الغني قناوي والذي اسفر عن تقديم العديد من الأعمال الفنية التي تتراوح بين المنحوتات والفن التركيبي والفيديو التي حصلت على العديد من الجوائز المحلية والدولية.
إختارت آمال ان تتحدث بجرأة عن الواقع الانسانى وتبحث في قضايا المرأة العربية التي يصعب عليها التعبير عنها في مجتمعاتنا. وتتناول موضوعات أعمالها وصف لحظات مهمة في حياة المرأة مثل الولادة، الزواج، الموت، والأحلام، والذاكرة.
ومن أهم ما قالته الراحلة آمال قناوى في اعمالها: لا أتطلع إلى عملى الفنى بوصفه نسوياً بالمعنى التقليدى للكلمة، وإنما أنظر إليه على أنه عمل من إنتاج فنانة أنثى، فأنا بشكل ما، معنية بالذاكرة وبالمشاعر الإنسانية الدفينة كالرغبة والعنف، من بين المشاعر الأخرى، أسعى أن يكون عملى أداة تعبيرية أكثر من كونه عملاً يتوق إلى الكمال، كما إننى أحاول، على المستوى التقني، إيجاد لغة بصرية قادرة على الوصول إلى المتلقي، لغة لا تخضع لثقافة معينة، شرقية أو غربية».

## من أهم أعمالها
- 2002 الذاكرة المجمدة، الفيديو، الصور الفوتوغرافية والنحت
- 2003 «الحجرة»، فن أدائي
- 2004 رحلة، فن تركيبي، فيديو
- 2006 سوف تقتل، والرسوم المتحركة الفيديو ولوحات
- 2006 جنة مفخخة، فن تركيبي - الفيديو
- 2010 «صمت الخرفان»، فن أدائي

## جوائز
- 2007 بينالي الشارقة الثامن عن عمل سوف تقتل
- 2007 بينالي «دكارت» للفنون الإفريقية المعاصرة، في السنغال
- 2006 حصلت على جائزة أفضل فيلم رسوم متحركة، مهرجان القاهرة السينمائي الدولي الثاني عشر، في مصر.
- 2005 حصلت على الجائزةَ الذهبية، بينالي الإسكندرية الثالث والعشرين، في مصر.
- 2005 حصلت على جائزة «جلوبال كروسينغ»، لوس أنجليس، الولايات المتحدة الأمريكية.
- 2004 حصلت على جائزةَ الدولة التشجيعية للفنون والعلوم والآداب، لاستخدام الفيديو كوسيط بصري
- 1998 حصلت على جائزة اليونسكو الكبرى، بينالي القاهرة الدولي، في مصر

## وصلات خارجية
الموقع الرسمي